# ماسيس (أرارات)
مدينة ماسيس (بالأرمينية:Մասիս) (بالإنجليزية: Masis) هي إحدى المدن التابعة لمقاطعة أرارات في أرمينيا. يقدر عدد سكانها بـ 22679 نسمة حسب الإحصاء الذي جرى عام 2011.